# الرابطة التونسية المحترفة لكرة القدم للسيدات 2008–09
الرابطة التونسية المحترفة لكرة القدم للسيدات 2008–09 هو الموسم 5 من بطولة الرابطة التونسية المحترفة لكرة القدم للسيدات. يلعب فيه أفضل 12 ناديا تونسيا في مجموعة واحدة. نادي الجمعية الرياضية النسائية بالساحل هو حامل اللقب وخصومه الرئيسيين للفوز النهائي هم الجمعية الرياضية لبنك الإسكان و نادي الخطوط التونسية.
فاز بهذا الموسم نادي الجمعية الرياضية النسائية بالساحل لثاني مرة في تاريخه.

## الأندية المشاركة
- الجمعية الرياضية النسائية بالساحل
- الجمعية الرياضية لبنك الإسكان
- نادي الخطوط التونسية
- المعهد العالي للرياضة والتربية البدنية بالكاف
- الاتحاد الرياضي التونسي
- الجمعية الرياضية النسائية بمدنين
- الرباط الرياضي المنستيري
- الجوهرة الرياضية النسائية بصفاقس
- الحي الجامعي بصفاقس
- الحي الجامعي باردو II
- الجمعية الرياضية للبريد والبرق والهاتف ببنزرت
- زامة الرياضية بسليانة

## روابط خارجية
- الموقع الرسمي للجامعة التونسية لكرة القدم.
- الرابطة التونسية المحترفة لكرة القدم للسيدات على موقع مؤسسة إحصاءات وثيقة لرياضة كرة القدم